# ستراژکوویتسه
ستراژکوویتسه (به لاتین: Strážkovice) یک منطقهٔ مسکونی در جمهوری چک است که در شهرستان چسکه بودیوویتسه واقع شده‌است. ستراژکوویتسه ۱۰٫۰۶ کیلومتر مربع مساحت و ۳۷۸ نفر جمعیت دارد و ۵۳۵ متر بالاتر از سطح دریا واقع شده‌است.